# Batrachoseps gabrieli
Espèce
Statut de conservation UICN

 DD  : Données insuffisantes
Batrachoseps gabrieli est une espèce d'urodèles de la famille des Plethodontidae.

## Répartition
Cette espèce est endémique de la Californie aux États-Unis. Elle se rencontre dans les comtés de Los Angeles et de San Bernardino entre 366 et 1 550 m d'altitude dans les monts San Gabriel et les montagnes de San Bernardino.

## Description
Batrachoseps gabrieli mesure de 39,8 à 46,3 mm pour les mâles et de 41,0 à 50,0 mm pour les femelles.

## Étymologie
Son nom d'espèce lui a été donné en référence au lieu de sa découverte, les monts San Gabriel.

## Publication originale
- Wake, 1996 : A new species of Batrachoseps (Amphibia: Plethodontidae) from the San Gabriel Mountains, southern California. Contributions in Science, Natural History Museum of Los Angeles County, no 463, p. 1-12 (texte intégral).